# Droit croato-bosniaque
Le droit croato-bosniaque est le droit appliqué dans la fédération de Bosnie-et-Herzégovine au sein de la Bosnie-Herzégovine.

## Sources du droit

### Constitution
La Constitution de la fédération de Bosnie-et-Herzégovine est la norme suprême de droit interne de la fédération de Bosnie-et-Herzégovine.

### Normes internationales
L'article 1 du titre VII dispose que la fédération de Bosnie-et-Herzégovine peut conclure des accords internationaux dès lors qu'ils sont en accord avec la souveraineté, la continuité, l'intégrité territoriale et la personnalité juridique de la Bosnie-Herzégovine.
Les principes généraux du droit international public et les traités internationaux prévalent sur la loi.

### Législation
L'autorité législative est confiée au Parlement de la fédération de Bosnie-et-Herzégovine.

## Relations avec le droit bosnien et le droit des cantons
La Fédération a des compétences exclusives pour les domaines listés à l'article 1er du titre III de la Constitution. Les compétences partagées avec les cantons sont listées à l'article 2 du titre III de la Constitution et les compétences de coordination à l'article 3 de ce même titre.

## Sources

## Compléments